# Goodyear
The Goodyear Tire & Rubber Company är ett amerikanskt företag och ett varumärke för däck och gummivaror. Företaget grundades 1898 av Frank Seiberling.
Sebring är ett företag som ägs av Goodyear och tillverkar sommardäck och friktionsdäck i mellanklassen.
Sebring ses som ett lågprismärke men med Goodyear i ryggen. Mellan åren 2004 och 2009 var Goodyear genom dess dotterbolag Goodyear Dunlop Europe huvudägare i Däckia.

## Goodyear i Sverige
Mellan 1939 och 1982 hade det svenska dotterbolaget Goodyear Gummifabriks AB produktion av Goodyear- och Dunlop-däck i Norrköping. Produktionen i en 1938 uppförd fabrik i kvarteret Amerika i hörnet av Lindövägen och Röda stugans gata, nådde en höjdpunkt runt 1970 då man hade 1.400 anställda i Norrköping. Fabriken var företagets andra fabrik i Europa, efter en i Wolverhampton i Storbritannien.

## Varumärkena
Utöver Goodyear ingår även andra varumärken i koncernen:
- Sava, Slovenien